# CAR Development 2009
Il CAR Development 2009 è stato il torneo di secondo livello per nazionali africane di rugby a 15 nell'anno 2009. Il torneo è stato organizzato dalla Confédération Africaine de Rugby e sponsorizzato dalla Castel Beer. 
Delle tre zone in cui solitamente il torneo è suddiviso (Nord, Centro e Sud), la zona Nord si è disputata a Tsevie nel Togo con la partecipazione di 8 squadre e la vittoria del Niger; la zona Centro ha visto la partecipazione di due sole squadre, con la vittoria del Ruanda, mentre la zona Sud non si è disputata in quanto Mauritius e La Riunione, le migliori del 2008 per quella zona, sono state ammesse alla prima edizione del CAR Trophy.

## Zona Nord

### Gruppo A
| Tsevie 10 luglio 2009 | Niger | 10 – 3 | Benin |  |

| Tsevie 10 luglio 2009 | Togo | 6 – 5 | Mali |  |

| Tsevie 12 luglio 2009 | Niger | 11 – 11 | Mali |  |

| Tsevie 12 luglio 2009 | Togo | 5 – 0 | Benin |  |

| Tsevie 14 luglio 2009 | Niger | 6 – 3 | Togo |  |

| Tsevie 14 luglio 2009 | Mali | 11 – 0 | Benin |  |

Classifica: 1. Niger 2. Togo 3. Mali 4. Benin

### Gruppo B
| Tsevie 11 luglio 2009 | Burkina Faso | 17 – 7 | Nigeria |  |

| Tsevie 11 luglio 2009 | Ghana | 44 – 0 | Togo "B" |  |

| Tsevie 13 luglio 2009 | Burkina Faso | 43 – 0 | Togo "B" |  |

| Tsevie 13 luglio 2009 | Ghana | 5 – 5 | Nigeria |  |

| Tsevie 15 luglio 2009 | Ghana | 17 – 7 | Burkina Faso |  |

| Tsevie 15 luglio 2009 | Nigeria | 43 – 0 | Togo "B" |  |

Classifica: 1.Ghana 2. Burkina Faso 3. Nigeria 4. Togo "B"

### Finale 7-8 posto
| Tsevie 18 luglio 2009 | Benin | 29 – 0 | Togo |  |

### Finale 5-6 posto
| Tsevie 18 luglio 2009 | Nigeria | 5 – 0 | Mali |  |

### Finale 3-4 posto
| Tsevie 18 luglio 2009 | Burkina Faso | 7 – 5 | Togo |  |

### Finale 1-2 posto
| Tsevie 18 luglio 2009 | Niger | 5 – 3 | Ghana |  |

## Zona Centro
Hanno rinunciato Tanzania e Mayotte
| Kigali 12 dicembre 2009 | Ruanda | 12 – 6 | Burundi |  |

| Bujumbura 20 dicembre 2009                                                            | Burundi   | 0 – 16                    | Ruanda |  |
| \| \| \| \| \| mete: trasf.: c.p.: Drop: \| Marcatori \| mete: trasf.: c.p.: Drop: \| |           |                           |        |  |
|                                                                                       |           |                           |        |  |
| mete: trasf.: c.p.: Drop:                                                             | Marcatori | mete: trasf.: c.p.: Drop: |        |  |